# Bušidó
Bušidó (japonsky 武士道, česky Cesta válečníka) je samurajský morální kodex. Obsahuje základní principy chování, kterými se každý samuraj řídil. Původně se jednalo o nepsaná pravidla, určována převážně filozofickým směrem. Poprvé je sepsal Jamaga Sokó (1622–1685).
Základní zásady jsou: Věrnost pánovi, úcta k předkům a rodičům, čestné jednání, pravdomluvnost, odvaha a upřímnost, ctnost a sebezdokonalování.
- 義 – Gi – Klidná mysl
- 勇 – Jú – Odvaha
- 仁 – Džin – Benevolence
- 礼 – Rei – Respekt
- 誠 – Makoto nebo 信 – Šin – Upřímnost
- 名誉 – Meijo – Čest a sláva
- 忠義 – Čúgi – Oddanost

Dále také udává několik pravidel (Encyclopedia Britannica, svazek 12.)
- Rutina služby musí být přesně dodržována. Od 6 hodin ráno budou prováděna vojenská cvičení. Lukostřelba, střelba z palných zbraní a jízda na koni se nesmí zanedbávat. Pokud některý muž dosáhne výjimečných výsledků, bude odměněn.
- Ti, kdož požadují odpočinek, se mohou zabývat sokolnictvím, lovem jelenů a zápasem.
- Pokud se týká oděvu, má být utkán z bavlny nebo nepravého hedvábí. Žádný muž nezpůsobí hanbu výstředností oděvu nebo života, aby nebyl označen za narušitele zákonů. Jestliže bude horlivě praktikovat vojenská umění v souladu se svým nařízením, najme si instruktora a výdaje s tím spojené mu budou uhrazeny.
- Převládající plodinou ve stravě budiž neloupaná rýže. Při společenských zábavách je vhodné, aby na jednoho hosta byl jeden hostitel. Pouze jsou-li muži shromážděni pro vojenská cvičení, budiž oběd mnoha pohromadě.
- Je povinností každého samuraje seznámit se s principy svého řemesla. Výstřední ozdoby v bitvě jsou zakázány.
- Tanec nebo organizování tanců je nezákonné. Cokoli muž činí, budiž prováděno z jeho srdce. Trest za přestoupení budiž smrt sebevraždou (seppuku).
- Učení budiž podporováno. Musí být čteny válečné knihy. Duch věrnosti a synovské úcty musí být vštěpován především ve výchově. Skládání básní o minulých časech se pro samuraje nesluší. Takové zábavy odpovídají ženám. Muž narozen jako samuraj žije i umírá s mečem v ruce. Není-li takto trénován v době míru, bude bez užitku v době obtíží. Každý nechť je statečný a žije ve stejných podmínkách jako ve válce.
- Kdokoli shledá tato pravidla příliš přísná, budiž mu zmírněna služba. Ukáže-li vyšetřování, že někdo je tak nešťastný, že ztratil své mužné kvality, budiž oddělen a bez odkladu propuštěn. O závaznosti těchto instrukcí nesmí býti pochybováno.

V případě porušení zásad následovalo seppuku, nebo se dotyčný stal róninem.